# Coprothermobacteria
Classe
Les Coprothermobacteria sont une classe monotypique de bacilles Gram négatifs du phylum des Coprothermobacterota. Son nom provient de Coprothermobacter qui est le genre type de cette classe.
Selon la LPSN (23 avril 2025) cette classe ne contient qu'un seul ordre, les Coprothermobacterales Pavan et al. 2018.

## Taxonomie
Cette classe est proposée en 2018 par M.E. Pavan et al. Elle est validée la même année par une publication dans l'IJSEM.